# Galileo Galilei Internationale Lufthavn
Galileo Galilei Internationale Lufthavn (italiensk: Aeropuerta Pisa san Galileo Galilei; IATA: PSA, ICAO: LIRP) er en lufthavn beliggende tæt på Pisa. Det er den næststørste lufthavn i Toscana efter Amerigo Vespucci i Firenze. Lufthavnen er opkaldt efter den italienske astronom Galileo Galilei.
Ryanair samt mange andre flyver til lufthavnen.
| Luftfart | Spire Denne artikel om flyvning er en spire som bør udbygges. Du er velkommen til at hjælpe Wikipedia ved at udvide den. |

43°41′02″N 10°23′33″Ø / 43.6839°N 10.3925°Ø